# Interlingua
Interlingua je umetni mednarodni pomožni jezik, ki ga je med letoma 1937 in 1951 razvilo Mednarodno združenje pomožnih jezikov (angleško International Auxiliary Language Association – IALA).
Spada pod naturalistične pomožne jezike, saj vsebuje izključno že obstoječe morfeme različnih jezikov. Temelji na več indoevropskih jezikih: francoščini, italijanščini, portugalščini, romunščini, španščini, nemščini, angleščini, ruščini in latinščini.
Je eden od treh najbolj pogosto rabljenih pomožnih jezikov poleg esperanta in ida.

## Namen in razvoj
Začetki pomožnih jezikov segajo v konec 19. stoletja, pobuda za široko sprejet mednarodni jezik pa se je bolj izrazito pojavila po prvi svetovni vojni.
Ideja o izdelavi novega jezika se je opirala na potrebo po skupnem jeziku Evrope. Za pomožni jezik izobraženih je nekoč veljala latinščina, vendar sta do druge polovice 19. stoletja njena uporaba in poučevanje močno upadla. V času druge svetovne vojne je sredstvo mednarodne komunikacije prevzela angleščina, francoščina pa je bila vodilni jezik na področju kulture. Porajala se je misel o nevtralnem jeziku, ki bi ga bila sposobna govoriti širša množica Evropejcev, kar bi omogočalo enakovredni položaj vseh evropskih jezikov in njihovih govorcev.
V namen znanstvene obravnave pomožnih jezikov sta zakonca Morris leta 1924 v New Yorku ustanovila Mednarodno združenje pomožnih jezikov (IALA), ki naj bi pospešilo sprejem skupnega pomožnega jezika. Po programu je njihovo delovanje bilo razdeljeno v dve aktivnosti, to sta raziskovanje in promocija. Raziskave so vključevale lingvistične raziskave, poskuse v učenju jezika in pregled aktualnih jezikovnih praks mednarodnih organizacij. Promocijske aktivnosti so se osredotočale na povečanje in okrepitev zanimanja za uporabo pomožnega jezika. Leta 1930 se je organizacija IALA zbrala v Ženevi, kjer je bilo predstavljenih šest vodilnih umetnih jezikov. Po začrtanju standardov, ki jih mora vsebovati skupen mednarodni jezik, so do leta 1937 ugotovili, da noben izmed obstoječih umetnih jezikov ni primeren. Tako so se odločili za izum novega, bolj naravnega pomožnega jezika, ki združuje skupne elemente romanskih jezikov ter angleščine in nemščine.
Sistematsko sestavljanje jezika je trajalo vse do leta 1951, ko je bila izdana slovnica  in interlingua-angleški slovar. IALA se je razpustila do leta 1956. Za položaj interlingue v svetu sedaj skrbi združenje Union Mundial pro Interlingua. V večjih državah, kot so ZDA, Brazilija in Švedska, pa imajo celo lastna narodna združenja.

## Položaj interlingue
Interlingua je najbolj razširjen naturalistični jezik, saj združuje slovnico in besedišče najpogostejših evropskih jezikov. Dodane so mu tudi besede neindoevropskih korenin, ki so zaradi pogoste uporabe postale globalno poznane. Predvsem zaradi nabora skupnega besedišča se interlingua promovira kot dober začetek učenja tujih jezikov. Z razumevanjem nima težav večina govorcev romanskih jezikov, pa tudi angleščine.
Govorce ima na vseh celinah, še posebej razširjena je v Južni Ameriki, v Evropi pa se pojavlja na Švedskem, v Rusiji in v Ukrajini. 